# Tedros Redae
Tedros Redae (12 d'agost de 1991) és un ciclista etíop.

## Palmarès
- 2016
  - 1r a la Tour Ethiopian Meles Zenawi i vencedor d'una etapa